# Costantino III (imperatore)
Costantino III, o Eraclio Costantino (3 maggio 612 – Calcedonia, 25 maggio 641), è stato un imperatore bizantino.

## Biografia
Fu il figlio maggiore dell'imperatore bizantino Eraclio I e della prima moglie Fabia Eudocia.
Era anche il fratellastro (più grande) di Eracleona, il figlio avuto da Eraclio con la seconda moglie Martina. Per motivi politici e di stabilità del regno, Eraclio considerò Martina come la madre di entrambi. Alla morte del padre, nel 641, sia Costantino che il fratellastro Eracleona furono incoronati come co-imperatori. Durante il breve regno di entrambi gli arabi conquistarono l'Egitto, poi ceduto nel novembre del 641 tramite un trattato di pace avviato dalla matrigna Martina.
Costantino morì di tubercolosi dopo tre mesi di regno, lasciando Eracleona come unico imperatore; la voce secondo cui Martina ed Eracleona lo fecero avvelenare scatenò malcontento e rivolte durante il regno del fratellastro.

### Discendenza
Costantino era sposato con Gregoria ed ebbe due figli:
- Costante II, il quale dopo la rivolta dell'esercito contro Martina ed Eracleona, fu nominato imperatore;
- Teodosio.